# Broens Odde
Broens Odde är en udde på ön Bornholm i Danmark.   Den ligger i Region Hovedstaden, i den östra delen av landet, 180 km öster om Köpenhamn. Närmaste större samhälle är Nexø, 5 km norr om Broens Odde.